# Okains Bay
Okains  Bay est une ville, une plage et une baie de la Péninsule de Banks sur l’Île du Sud de la Nouvelle-Zélande.

## Situation
Elle est située approximativement à 10 km de la principale ville de la Péninsule de Banks, qui est Akaroa.
La plage de sable fin est réputée pour le tourisme et connue comme l’estuaire d’une rivière, qui se déverse dans la baie.
L’installation elle-même contient le mémorial maori de la baie d’Okains et le musée Colonial .